# Hendecaneura rhododendrophaga
Hendecaneura rhododendrophaga is een vlinder uit de familie van de bladrollers (Tortricidae). De wetenschappelijke naam van de soort is voor het eerst geldig gepubliceerd in 1997 door Nasu & Komai.